# Chi Bòng bòng
Chi Bòng bòng (hay chi Bồng bồng) (danh pháp khoa học: Calotropis) là một chi thực vật trong phân họ Bông tai (Asclepiadoideae) của họ La bố ma (Apocynaceae) với khoảng 3 loài cây sản xuất ra nhựa cây có màu giống như sữa. Chúng là các loài cỏ dại khá phổ biến ở nhiều nơi trên thế giới. Hoa của chúng thơm và thường được dùng làm các loại 'quả tua hoa' ở một vài nơi thuộc Đông Nam Á.
Chi này được Robert Brown mô tả lần đầu tiên năm 1810. Nó bao gồm các loài bản địa Nam Á và Bắc Phi.

## Các loài
- Calotropis acia Buch.-Ham., 1825 (đồng nghĩa: C. herbacea): Ấn Độ.
- Calotropis gigantea (L.) Dryand., 1811 (đồng nghĩa Asclepias gigantea, Madorius giganteus): Bòng bòng to, bồng bồng to, lá hen. Trung Quốc, tiểu lục địa Ấn Độ, Đông Nam Á.
- Calotropis procera (Aiton) Dryand., 1811 (đồng nghĩa C. busseana, C. heterophylla, C. inflexa, C. persica, C. syriaca, C. wallichii): Bồng bồng quý, bồng bồng lá nhỏ, bồng bồng núi. Bắc Phi, nhiệt đới châu Phi, Trung Đông, Trung Quốc, tiểu lục địa Ấn Độ, Nam Á và Đông Nam Á.
  - Calotropis procera phân loài hamiltonii = Calotropis hamiltoni

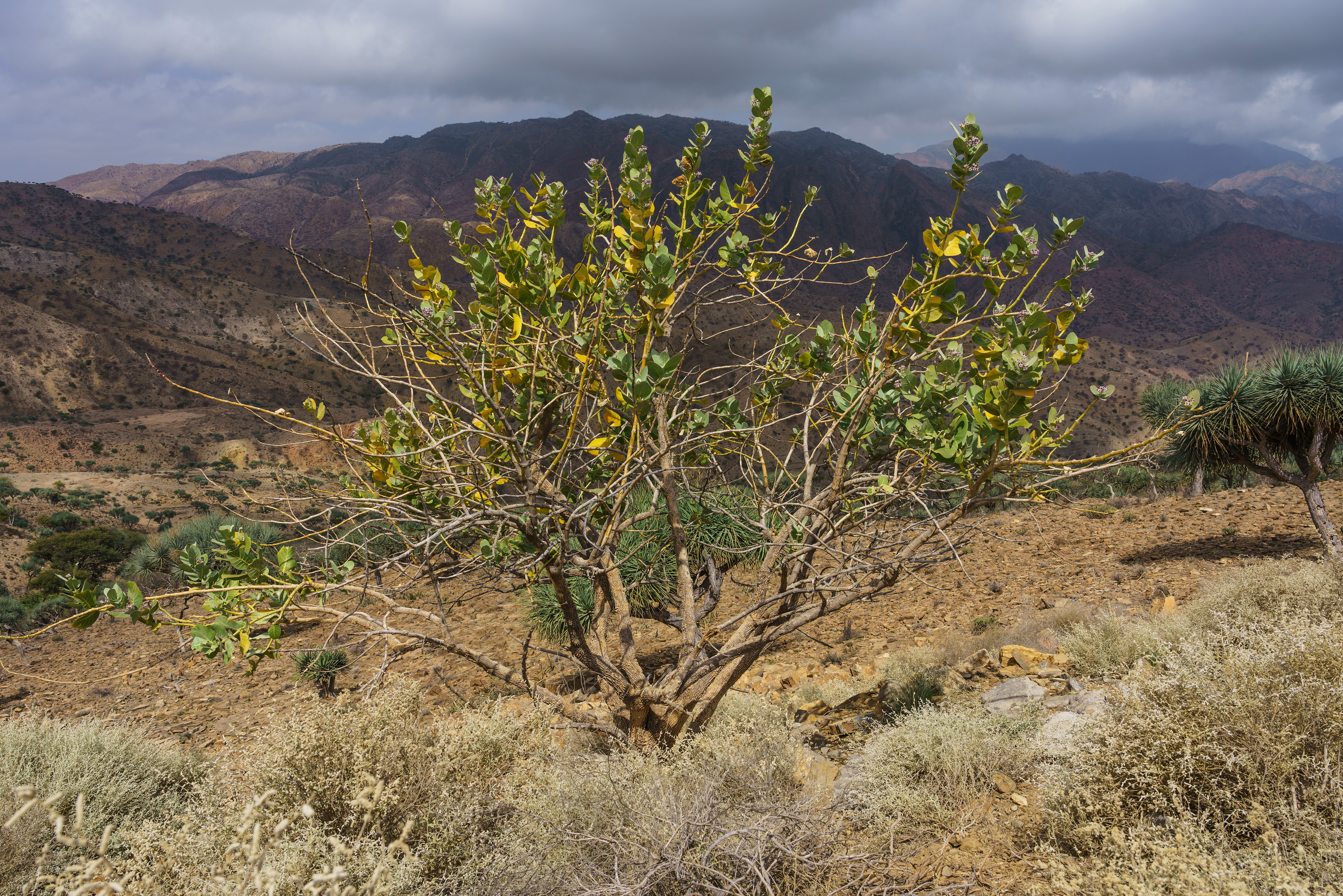
Calotropis procera

## Chuyển đi
- Calotropis sussuela: đồng nghĩa của Hoya imperialis - cẩm cù vua.

## Độc tính
Các loài Calotropis là thực vật có độc. Calotropin, một hợp chất có trong nhựa mủ, là độc hơn strychnin. Calotropin có cấu trúc tương tự như 2 glycoside tim mạch chịu trách nhiệm cho độc tính tế bào của Apocynum cannabinum. Các chất chiết từ hoa Calotropis procera có độc tính tế bào mạnh. Các chất này cũng có hại cho mắt.

## Ảnh hưởng văn hóa
Trong văn hóa Ấn Độ thì hoa của Calotropis được dâng cho các vị thần Hindu là Shiva và Hanuman.

## Hình ảnh

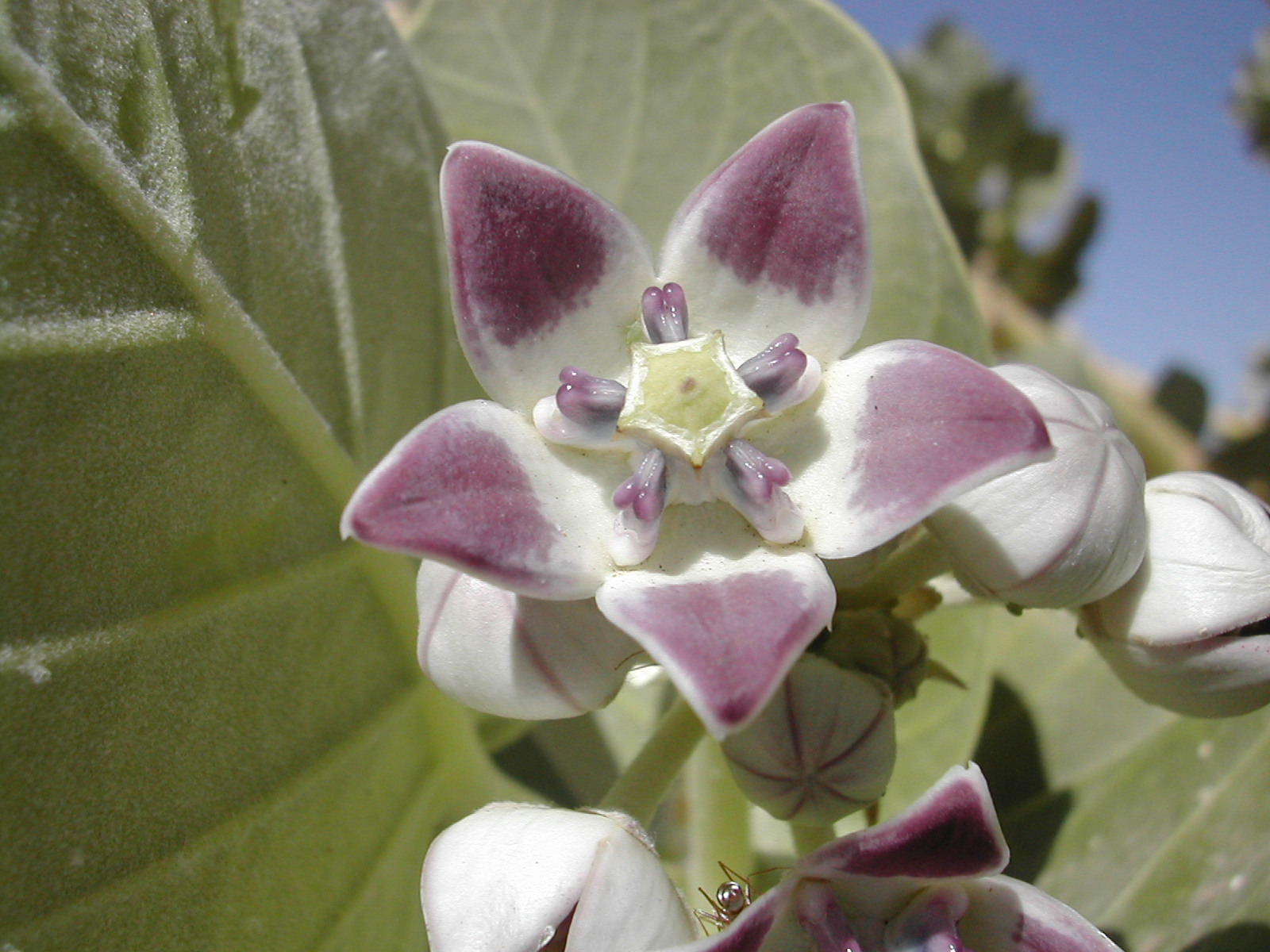
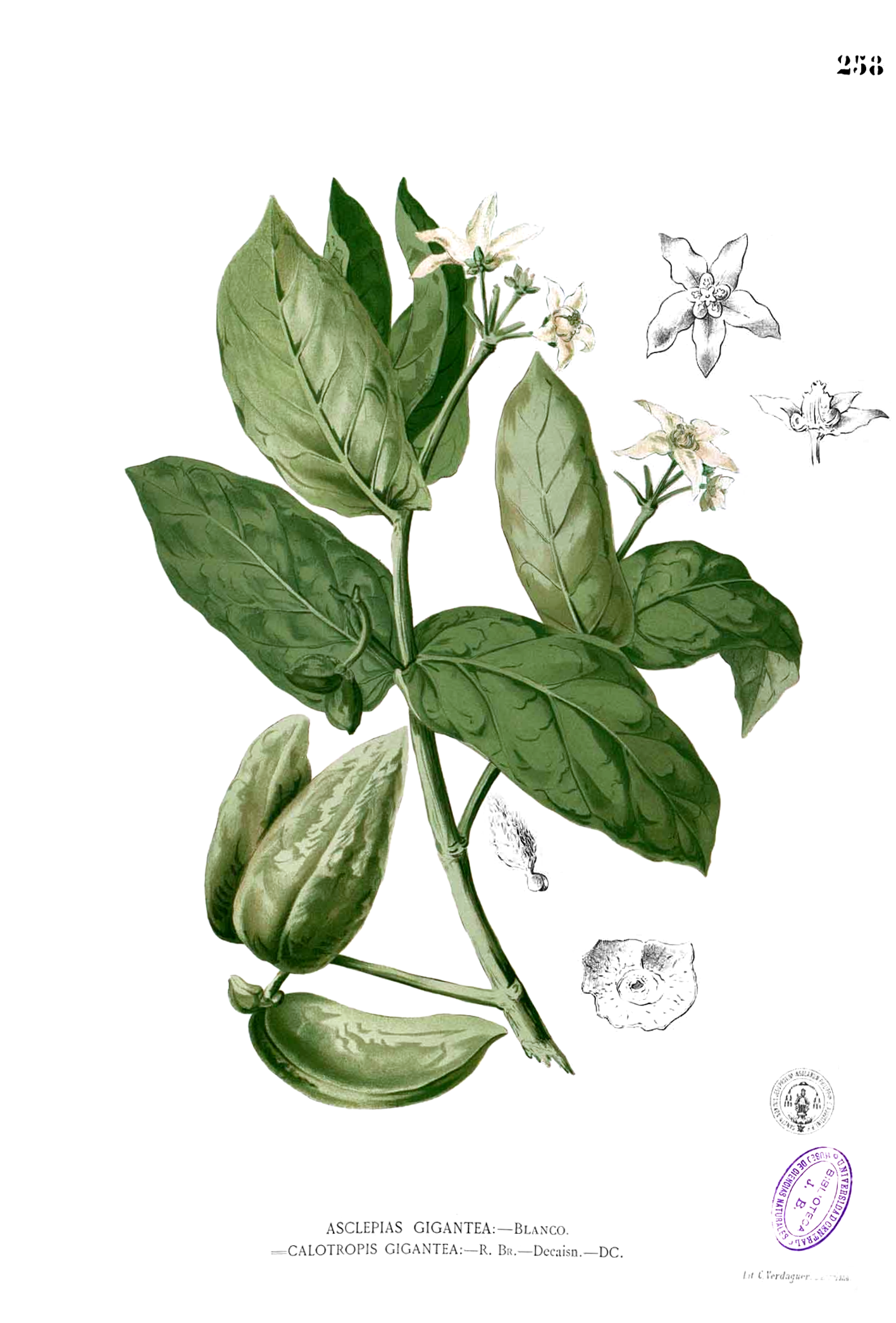
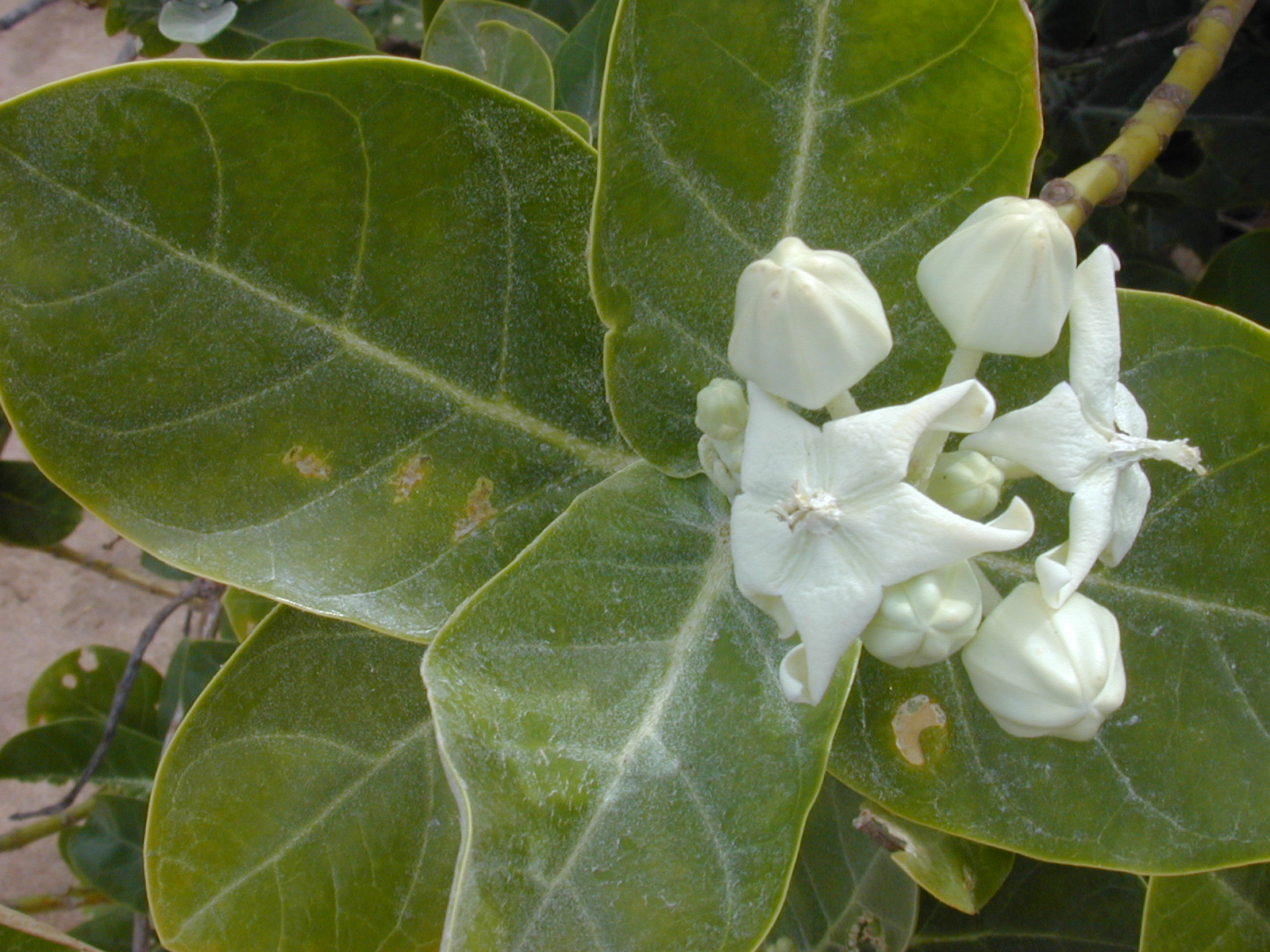
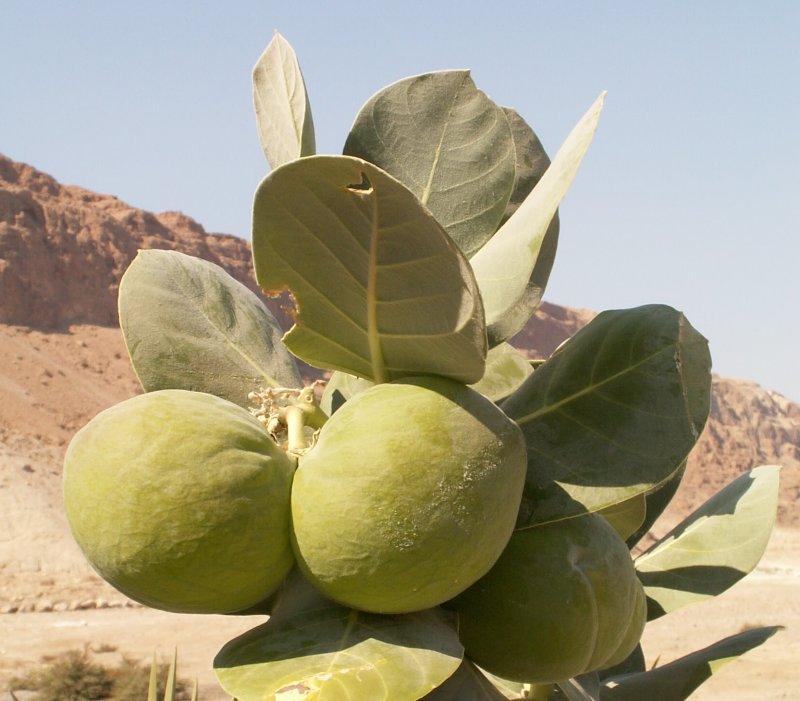